# Religionsgeschichte
Religionsgeschichte ist ein universitäres Fach – eine Wissenschaft, die sich mit der historischen und gegenwärtigen Entwicklung der Religionen und der Religiosität hinsichtlich ihrer jeweiligen Entwicklung im historischen Kontext befasst. Hierbei werden die entsprechenden Religionen zunächst in der ihr eigenen Geschichte und Tradition untersucht, um diese später zum Beispiel anhand funktionaler oder typologischer Kriterien einzuordnen, zu klassifizieren und schließlich eine Systematik der Glaubenssysteme zu erarbeiten. So entsteht eine Basis, die für das glaubensunabhängige Vergleichen verschiedener Religionen (komparative Religionswissenschaft) essentiell ist. In der Praxis ist der Übergang zu dem eigenständigen Fach Religionswissenschaft fließend. Im Gegensatz hierzu steht die phänomenologische Strömung innerhalb der Religionsgeschichte, welche den Begriff 'Religion' als Abstractum begreift, und daher vergleichende oder geschichts-chronologisch einordnende Methoden zurückweist, da diese der Einzigartigkeit der verschiedenen religiösen Vorstellungen nicht gerecht werden können.

## Fragestellungen
Die erste Fragestellung der Religionsgeschichte lautet: „Unterliegt die Religionsentwicklung einer direkten soziokulturellen Evolution oder ist sie nur ein Nebenprodukt anderer kognitiver Entwicklungen?“ Ein evolutionärer Prozess setzt immer selektive Faktoren voraus, so dass die Frage nur beantwortet werden kann, wenn zweifelsfreie Faktoren ermittelt werden können, die gläubigen Menschen irgendwelche Überlebensvorteile verschaffen.

## Entwicklung der Disziplin
Religionsgeschichte wurde vor allem im 19. Jahrhundert von Religionswissenschaftlern und Religionsethnologen meist evolutionistisch interpretiert, häufig mit kolonialistisch-darwinistischer Färbung, das heißt als Entwicklung von ursprünglichen, „primitiven“ Formen, die nicht selten als niedriger gesehen wurden – Animismus, Totemismus oder dem sogenannten Urmonotheismus Wilhelm Schmidts – linear und undifferenziert zu weiter entwickelten, höheren Formen, also etwa über den Polytheismus zum Monotheismus; zu den „Hochreligionen“. James Frazer postulierte eine Entwicklung von der Magie über die Religion zur Wissenschaft. Diese teleologischen Positionen krankten oft an unzureichenden empirischen Grundlagen, enthielten meist explizite oder implizite Wertungen (von primitiven zu höheren Stadien) und waren vielfach auf den Einzelfall konkreter religionsgeschichtlicher Ereignisse nicht anwendbar. Nur wenige Forscher (etwa Edward Burnett Tylor) erkannten bereits damals, dass auch die Evolution von Religion kein stetiges Aufwärtsschreiten bedeutet. In der modernen Religionswissenschaft spielen evolutionistische Stufenmodelle nur noch als Materiallieferanten und als Teil der Fachgeschichte eine Rolle (siehe auch: Sackgassen der ethnologischen Religionsforschung).
Später hat sich im Gegenzug eine egalitär beschreibende, phänomenologische Betrachtungsweise innerhalb der wissenschaftlichen Disziplin herausgebildet, die dazu geführt hat, dass Bücher mit dem Titel „Religionsgeschichte“ nur noch eine zusammenhanglose Nebeneinanderstellung von Monographien sein können. Andere Autoren geben nun zu bedenken, dass bei Verzicht auf den Versuch, Entwicklungen nachzuzeichnen und das Spätere aus seinem Verhältnis zum Vorausgehenden zu begreifen, der Begriff Geschichte seinen Inhalt verliert (s. z. B. Leslie White und andere Vertreter des Neoevolutionismus).
In neuerer Zeit tritt die Religionsgeschichte als Universalgeschichte gegenüber dem Studium der Geschichte einzelner Religionen oder Kulturräume zurück. Jedoch finden religionsgeschichtliche Theoriekonzepte wie Säkularisierung und Pluralisierung wieder verstärkt Beachtung.

## Entwicklung der Religionsgeschichte als Wissenschaft in Deutschland
Der erste Lehrstuhl für Religionsgeschichte wurde 1912 für den schwedischen Religionsphänomenologen Nathan Söderblom in Leipzig eingerichtet. Dies geschah, obwohl die Kirchen eher an einer konfessionell gebundenen Theologie als an der damals wenig beliebten Religionsgeschichte interessiert waren, und bedeutete eine grundlegend neue Entwicklung hinsichtlich der wissenschaftlichen Erforschung von Religionen. Die historisch bedingte Entwicklung der Religionsgeschichte aus den christlichen Theologien hatte zur Folge, dass dieses Fach in den theologischen Fakultäten ansässig war – was auch heute noch zu beobachten ist. Aus der Religionsgeschichte entwickelte sich später die Religionswissenschaft. Trotz der relativ kurzen Einflussnahme wirkt die christliche Sichtweise sich noch immer hemmend auf die religionsgeschichtliche Forschung aus.

## Religionsgeschichte und Religionswissenschaft
Durch Religionsgeschichte bzw. Historische Religionswissenschaft wird wissenschaftlich das Wesen, die Geschichte und das Erscheinungswesen der Religionen erschlossen. Sowohl die Religionsgeschichte als auch die Religionswissenschaft untersuchen regionale Traditionen und ihre religionshistorischen Dynamiken, religionsanaloge Formationen und theoretische Ansätze. Religionswissenschaft als Kulturwissenschaft (an Philosophischen Fakultäten) beschäftigt sich mit religiösen Transformationen der Gegenwart u. a.: Postmoderne Spiritualität, Religion und Populärkultur, Religion und digitale Spiele sowie u. a. mit Theorien über Religion und Gesellschaft wie die Medialisierung von Religion, Religion, Politik und Identitätspolitik und Material Religion.
Obgleich die praxisrelevanten Unterschiede zwischen Religionsgeschichte und Religionswissenschaft gering sein mögen, gibt es Stimmen, die den Fächern abgrenzende Eigenheiten zuweisen. So gibt es das Argument, dass die Religionsgeschichte als historische Wissenschaft die Religionen „in der Tiefe“ untersucht, die Religionswissenschaft Religionen dagegen „in der Breite“ gegenüberstellt und vergleicht. D.h. die Methodik der beiden Fächer unterscheidet sich in diesen Punkten. Grundsätzlich ist hierbei zu sagen, dass die Religionsgeschichte die Grundlagen für eine systematische Religionswissenschaft bereitstellt. Diese wichtige Verknüpfung der beiden Fächer ist es, welche die Religionsgeschichte im Gegensatz zu anderen Disziplinen wie die Religionssoziologie oder auch Religionspsychologie am engsten mit der Religionswissenschaft verbindet. Dies drückt sich beispielsweise auch in der geänderten Namensgebung der größten religionswissenschaftlichen Vereinigung in Deutschland aus: Hieß sie bis zum Jahre 2005 noch „Deutsche Vereinigung für Religionsgeschichte e. V.“ (DVRG), so lautet ihr aktueller Name „Deutsche Vereinigung für Religionswissenschaft e. V.“ (DVRW). Demgegenüber gibt es Universitäten, an welchen man sowohl Religionswissenschaft als auch Religionsgeschichte studieren kann.